# Венжовиці (Опольське воєводство)
Венжовиці (пол. Wężowice, нім. Wenziowitte) — село в Польщі, у гміні Сьверчув Намисловського повіту Опольського воєводства.
Населення — 75 осіб (2011).

## Демографія
Демографічна структура станом на 31 березня 2011 року:
|          | Загалом | Допрацездатний вік | Працездатний вік | Постпрацездатний вік |
| -------- | ------- | ------------------ | ---------------- | -------------------- |
| Чоловіки | 29      | 4                  | 21               | 4                    |
| Жінки    | 46      | 9                  | 25               | 12                   |
| Разом    | 75      | 13                 | 46               | 16                   |